# Світловка (Курська область)
Світловка (рос. Светловка) — селище в Желєзногорському районі Курської області Російської Федерації.
Населення становить 0 осіб. Входить до складу муніципального утворення Разветьєвська сільрада.

## Історія
Населений пункт розташований на території українського етнічного та культурного краю Східна Слобожанщина.
Від 2004 року входить до складу муніципального утворення Разветьєвська сільрада.

## Населення
| 1979 | 2002 | 2010 |
| ---- | ---- | ---- |
| 15   | ↘0   | →0   |